# Cyrtinus pygmaeus
Cyrtinus pygmaeus là một loài bọ cánh cứng trong họ Cerambycidae.